# Adolf Wild von Hohenborn
Adolf Wild von Hohenborn (Kassel, 8 de julho de 1860 — Hohenborn, 25 de outubro de 1925) foi ministro da guerra da Prússia e general na Primeira Guerra Mundial.
Hohenborn ordenou um polêmico "censo judaico" em 11 de outubro de 1916 que visava comprovar que os judeus se esquivavam de lutar na frente de batalha da Primeira Guerra Mundial. Apesar de o resultado não ser publicado o censo deflagrou uma onda de antissemitismo.

## Honrarias
- Pour le Mérite[2]